# Thomas Willmore
Thomas James Willmore (16 avril 1919 – 20 février 2005) est un géomètre anglais. Il est surtout connu pour ses travaux en géométrie riemannienne à trois dimensions et les espaces harmoniques.

## Biographie
Willmore étudie au King's College de Londres. Il obtient son diplôme en 1939, il est nommé lecturer, mais le début de la Seconde Guerre mondiale l'amène à travailler comme officier scientifique à la Royal Air Force à Cardington (Bedfordshire), où il travaille principalement sur la défense par ballons de barrage. Durant cette période, il rédige sa thèse de doctorat sur la cosmologie relativiste dont le titre est  Clock regraduations and general relativity,. Il obtient son doctorat, en tant qu'étudiant externe à l' Université de Londres en 1943.

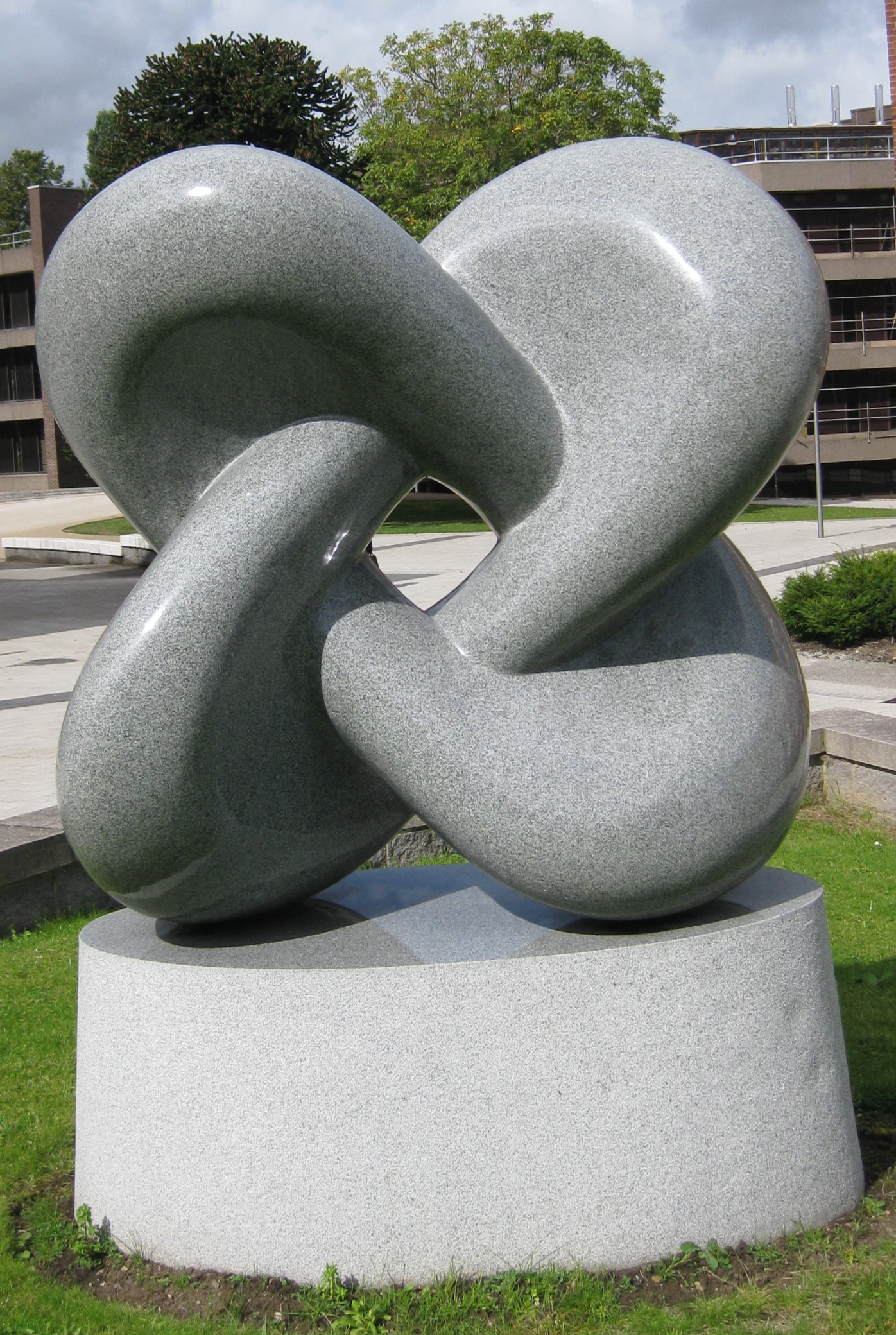
Sculpture « surface de Willmore » à l'Université de Durham en mémoire à Willmore

En 1946, il obtient un poste de lecteur à l'Université de Durham. Il y écrit  avec Arthur Geoffrey Walker et Harold Stanley Ruse un livre important intitulé Harmonic Spaces publié en 1953. Il quitte Durham en 1954 pour l'Université de Liverpool afin de rejoindre Walker, après une obscure dispute entre Willmore et un collègue de Durham qui refusait de commander des manuels allemands après avoir été blessé pendant la Première Guerre mondiale .
En 1965, Willmore retourne à Durham, où il est nommé professeur de mathématiques pures et il y reste jusqu'à sa retraite. Il est élu vice-président de la London Mathematical Society en 1977, poste qu'il a occupé pendant deux ans. Durant cette période, il est élu membre des Académies royales des sciences et des arts de Belgique.
Willmore prend sa retraite de l'Université de Durham en 1984 après avoir occupé le poste de chef du département des sciences mathématiques à trois reprises. Il a reçu un diplôme honorifique de l'Open University en 1994.
Une sculpture de Peter Sales a été inaugurée à l'université le 13 mars 2012. Intitulée « Surface de Willmore », elle représente un tore de Willmore à 4 lobes.

## Livres
- Thomas J. Willmore, An Introduction to Differential Geometry, Oxford University Press, juin 1959 (ISBN 0-19-853125-7)
- Harold Ruse, Arthur  Walker et Thomas Willmore, Harmonic Spaces, Edizioni Cremonese, 1961
- Thomas Willmore et N. Hitchin (éditeurs), Global Riemannian Geometry : (Proceedings of the Symposium on Global Riemannian Geometry, held at the University of Durham in July 1982, Ellis Horwood, février 1984 (ISBN 0-13-357583-7)
- Thomas Willmore, Riemannian geometry, Oxford University Press, coll. « Oxford Science publications », août 1993, xi+ 318 (ISBN 978-0-19-851492-3, zbMATH 0797.53002)